# جلان بيتر
جلان بيتر هو فنان كندي، ولد في 18 أغسطس 1970، وتوفي في 19 يوليو 2007 في فيرونا في الولايات المتحدة.